# Svetlana Kuznețova
Svetlana Aleksandrovna Kuznețova (rusă  Светла́на Алекса́ндровна Кузнецо́ва (ajutor·info); n. 27 iunie 1985, Leningrad, RSFS Rusă, URSS) este o jucătoare rusoaică de tenis. Ea a câștigat US Open 2004 și Turneul de tenis de la Roland Garros 2009.

### Finale deGrand Slam

#### Simplu: 4 (2–2)
| Rezultat   | An   | Turneu      | Suprafață | Adversar         | Scor     |
| ---------- | ---- | ----------- | --------- | ---------------- | -------- |
| Câștigător | 2004 | US Open     | Dură      | Elena Dementieva | 6–3, 7–5 |
| Finalist   | 2006 | French Open | Zgură     | Justine Henin    | 4–6, 4–6 |
| Finalist   | 2007 | US Open     | Dură      | Justine Henin    | 1–6, 3–6 |
| Câștigător | 2009 | French Open | Zgură     | Dinara Safina    | 6–4, 6–2 |

#### Dublu: 7 (2–5)
| Rezultat   | An   | Turneu          | Suprafață | Partener            | Adversar                            | Scor          |
| ---------- | ---- | --------------- | --------- | ------------------- | ----------------------------------- | ------------- |
| Finalist   | 2003 | US Open         | Dură      | Martina Navratilova | Virginia Ruano Pascual Paola Suárez | 6–2, 6–3      |
| Finalist   | 2004 | Australian Open | Dură      | Elena Likhovtseva   | Virginia Ruano Pascual Paola Suárez | 6–4, 6–3      |
| Finalist   | 2004 | French Open     | Zgură     | Elena Likhovtseva   | Virginia Ruano Pascual Paola Suárez | 6–0, 6–3      |
| Finalist   | 2004 | US Open         | Dură      | Elena Likhovtseva   | Virginia Ruano Pascual Paola Suárez | 6–4, 7–5      |
| Câștigător | 2005 | Australian Open | Dură      | Alicia Molik        | Lindsay Davenport Corina Morariu    | 6–3, 6–4      |
| Finalist   | 2005 | Wimbledon       | Iarbă     | Amélie Mauresmo     | Cara Black Liezel Huber             | 6–2, 6–1      |
| Câștigător | 2012 | Australian Open | Dură      | Vera Zvonareva      | Sara Errani Roberta Vinci           | 5–7, 6–4, 6–3 |